# Багаев, Муса Харонович
Муса́ Харо́нович Бага́ев (род. 11 сентября 1941, Грозный) — советский и российский историк, первый чеченский археолог. Доктор исторических наук, профессор. Профессор кафедры всеобщей истории, декан исторического факультета Чеченского государственного университета.

## Биография
Родился 11 сентября 1941 года в Грозном. В 1944 году был депортирован. В депортации жил в Курданском районе Джамбульской области. В 1960 году окончил школу Лубзаводскую среднюю школу и вернулся на родину.
Хотел стать химиком и поэтому подал документы в Грозненский нефтяной институт, но не прошёл по конкурсу. Тогда он поступил в Чечено-Ингушский педагогический институт на историко-филологический факультет.
В 1961 году во время летних каникул ему удалось попасть в Северо-Кавказскую археологическая экспедиция Академии наук СССР под руководством доктора исторических наук Евгения Крупнова, которая работала в Чечено-Ингушетии. Багаев показал себя как любознательный студент и Крупнов рекомендовал взять его на работу в сектор археологии и этнографии Чечено-Ингушского НИИ истории, языка и литературы.
В 1971 году окончил аспирантуру при Институте Археологии АН СССР в Москве и под руководством Е. И. Крупнова защитил кандидатскую диссертацию на тему «Раннесредневековая материальная культура Чечено-Ингушетии». Осенью того же года стал преподавателем кафедры истории Чечено-Ингушского педагогического института.
Неоднократно руководил археологическими экспедициями, наиболее значительными среди которых являются раскопки в Аргунском ущелье (раннесредневековый могильник у села Дай); в ущелье реки Хулхулау (могильник VII—IX вв. у села Харачой); в ущелье реки Аксай (Галайтинский могильник IV в. до н. э. — IV в. н. э.); в Джейрахском ущелье (Фуртоугский могильник VIII—IX вв.) и другие.
Опубликовал более 100 научных работ, 12 учебно-методических пособий для студентов исторических факультетов, в том числе два учебника истории для средних школ Чечни и Ингушетии.